# Palácio de Putin (filme)
Dvorets dlya Putina. Istoriya samoy bolshoy vzyatki (em russo: Дворец для Путина. История самой большой взятки; "Um palácio para Putin: a história do maior suborno", em tradução livre) é um documentário russo de 2021 da Fundação Anticorrupção (FBK) detalhando a corrupção de Vladimir Putin, o presidente russo. O filme estima que a construção de um palácio e propriedade localizada perto da cidade de Gelendzhik em Krasnodar Krai, supostamente para Putin, custou mais de 100 bilhões de rublos (aproximadamente US$1,36 bilhão).
No filme, Putin é comparado em várias fotomontagens (incluindo uma miniatura) ao Rei Sol de Luís XIV. A música também foi selecionada de acordo com este estilo, são peças barrocas sobre instrumentos de época.
O vídeo foi lançado com legendas em inglês no canal de Alexei Navalny no YouTube em 19 de janeiro de 2021, um dia depois de ele retornar à Rússia e ser preso enquanto cruzava a fronteira no aeroporto de Sheremetyevo. Já meia hora após a inserção, o filme teve meio milhão de visualizações, após um dia - mais de 25 milhões (a partir de 20 de janeiro de 2021), após dois dias - mais de 45 milhões (a partir de 20 de janeiro de 2021 à tarde), no terceiro dia - mais de 51 milhões de vezes (na madrugada de 22 de janeiro de 2021).

## Conteúdo do filme
O vídeo está dividido no YouTube em vinte e sete capítulos. Ele usa várias fotos do interior do palácio tiradas secretamente por funcionários, que são complementadas por animação pelo computador.
1. Capítulo: "Início". As inscrições nas placas dizem que Vladimir Putin ordenou o envenenamento de Navalny em agosto de 2020, mas o último sobreviveu e imediatamente após retornar à Rússia foi preso no aeroporto e ilegalmente preso na prisão Matrosskaya-Tiszyn.
2. Capítulo : Putin em Dresden. Sentado em um banco em Dresden, Navalny explica a gênese do filme. A ideia nasceu durante a internação de Navalny na unidade de terapia intensiva de um hospital de Berlim. No entanto, todos os colegas concordaram que a foto deve ser publicada somente após o retorno do político à Rússia, para evitar suspeitas de que tem medo de Putin. “Este filme não é apenas pesquisa, mas de certa forma também um retrato psicológico. Porque eu realmente quero entender como um oficial soviético comum pode se transformar em um louco dominado pela sede de dinheiro e luxos e pronto para matar e destruir o país em nome de seu baú de ouro. "O filme mostra como e de quem sai dinheiro para a vida luxuosa de Putin e como, nos últimos 12 anos, o maior suborno e o mais caro palácio do mundo."
3. Capítulo: "Bailes, danças e primeiros amigos da KGB." A história dos anos de Putin em Dresden como oficial "regular" da KGB, que começou em 1985, e sobre a irmandade de armas por ocasião do 70º aniversário da Grande Revolução Socialista de Outubro . Na festa de 21 de novembro de 1987, Putin tomou um "copo de conhaque soviético" com sua então esposa Lyudmila Putina recebeu a medalha de honra da Sociedade de Amizade Germano-Soviética. Tal como foi referido nos balcões, tal decoração está atualmente (na virada de 2020 e 2021) disponível na Internet por alguns euros. Putin não ficou rico em Dresden, nem fez uma grande carreira lá. Em vez disso, ele conheceu pessoas que se tornariam seus principais patrocinadores ilegais no futuro. Entre eles estavam Sergey Chemezov , atual CEO da estatal russa Rostec , que 30 anos depois de sua estada em Dresden, ganhou bilhões no cargo de Estado, e Nikolai Tokarev , hoje presidente da Transneft . De acordo com os documentos que Navalny encontrou nos arquivos da Stasi em Dresden, os dois funcionários trabalhavam na mesma sala, embora, ao contrário de Chemezov, Tokarev ainda negue ter pertencido à KGB.
4. Capítulo: "PETERSBURGO". Sobre o retorno de Putin à Rússia e a oferta que recebeu de seu ex-colega Nikolai Egorov para trabalhar no gabinete do prefeito da cidade, Anatoly Sobchak , "um crítico radical da URSS ". Yegorov é uma daquelas pessoas que, embora pouco conhecidas do público, pertencem ao círculo mais próximo de Putin. Dois outros colegas semelhantes de Putin são Ilgam Ragimov e Viktor Khmarin.
5. Capítulo: "Jovem Putin, bandido de São Petersburgo e os primeiros grandes subornos." Sobre o trabalho de Putin no gabinete do prefeito. Ele era o responsável pela concessão de licenças de exportação às empresas, para as quais deveriam, teoricamente, trocar petróleo cru, madeira, alumínio, cobre, algodão e outras matérias-primas por alimentos. Na verdade, porém, ele concedia licenças em troca de subornos a empresas de fachada afiliadas a seus círculos, que se apropriavam indevidamente de dinheiro, ou seja, não forneciam alimentos. A transferência de mercadorias como parte dessa troca ocorreu principalmente no porto de São Petersburgo. Putin agradeceu a seu diretor-geral Alexander Djuk pela "ajuda e apoio". Foi aqui que outro amigo próximo de Putin, Gennady Timchenko , ganhou experiência na área de suprimentos de petróleo, que futuramente lucrará com a comercialização dessa matéria-prima. Quando Putin se tornou presidente, quatro das cinco maiores petrolíferas russas usaram os serviços da Timchenko Gunvor , com sede na Suíça , o que lhe permitiu fazer fortuna. De acordo com informações publicadas pelo Departamento do Tesouro dos Estados Unidos , Putin é acionista da Gunvor, mas provavelmente não diretamente, mas por meio de seu amigo de infância Piotr Kolbin, em quem as ações do chefe de estado estão supostamente registradas.
6. Capítulo: "Como Ljosza Miller aceitou envelopes com dinheiro." Segundo Maksim Frejdzon, ex-participante dos procedimentos descritos, para obter uma licença, era necessário ir ao escritório do funcionário competente, ou seja, Putin. No início, ele fez um "discurso cerimonial sobre a importância da parceria econômica" e depois anotou em um pedaço de papel o valor do suborno solicitado, por exemplo, um acréscimo de $ 10.000 a $ 20.000 para o valor correto. Os subornos foram coletados por Alexei Miller, então subordinado de Putin, e agora presidente do conselho da Gazprom. Yuri Kovalchuk, hoje o principal acionista e presidente do Banco Rossiya estabelecido em São Petersburgo, também deveria estar envolvido nesses interesses.que deve sua carreira em parte a Putin e mantém seu dinheiro em um banco que ele controla. Outros membros de sua "gangue" que dividiram o dinheiro de subornos dados a Miller foram: Dmitry Medvedev (ex-presidente da Federação Russa, vice-primeiro-ministro e primeiro-ministro da Rússia), Alexey Miller (hoje Gazprom), Viktor Zubkov (ex-primeiro-ministro, hoje Gazprom), Igor Sechin (ex-vice-primeiro-ministro, hoje presidente da diretoria da empresa Rosneft ), Vladimir Churov (presidente da Comissão Eleitoral Central ), Marina Valentinovna Yentaltseva (diretora do protocolo diplomático ), bem comoGerman Gref (presidente do Sberbank Rossii ), Alexey Kudrin (chefe da câmara de compensação do Sberbank), Dmitry Kozak (ex-vice-primeiro-ministro, funcionário da administração do presidente), Vitaliy Mutko (ex-vice-presidente de São Petersburgo e ministro dos esportes). “Eles têm sido autoridades e têm o poder em suas mãos há mais de 30 anos e nos contam com veemência o quanto condenam os malditos anos dos anos 90. Eles são a personificação de todo o mal que aconteceu naqueles anos 90 ”, diz Navalny.
7. Capítulo : " MOSCOVO ". Segundo os autores do filme, Putin deveria ter sido preso em 1996, durante seu trabalho na prefeitura em conexão com escândalos, investigações da Duma e denúncias de corrupção. O ex-gerente de propriedade de Boris Yeltsin, Pavel Borodin, e o oligarca Anatoly Chubais, trouxeram Putin para o Kremlin e confiaram a ele a função de primeiro gerente da propriedade do Kremlin e depois chefe do órgão de supervisão durante a presidência de Yeltsin.
8. Capítulo : "Cartas de Lyudmila Putina". Aprendemos que, embora pouco se saiba sobre a vida privada de Putin no início de seu período em Moscou, uma fonte interessante de informações sobre o assunto foi a correspondência de Ludmila Putina em 1996-1999 para Irene Pietsch, uma amiga de Hamburgo , sobre quem o destinatário escreveu um livro  . Os cônjuges eram parentes do banqueiro e ex-membro da Stasi Matthias Warnig, que trabalhou com Putin na RDA , depois se mudou para São Petersburgo para se tornar diretor da filial local do Dresdner Bank , cobrindo as viagens de Ludmila ao exterior e as reservas de hotéis da família Putin . Em 2021, Warnig é membro do consórcio Nord Stream AGe é membro do conselho de empresas como Rosneft, Transneft, Bank Rossiji, o produtor de alumínio Rusal , a instituição de crédito WTB e Swiss Gazprom.
9. Capítulo : "Como Vladimir Vladimirovich e Igor Ivanovich argumentaram." Esta seção discute a raiva de Putin contra Sechin por conseguir um apartamento comercial maior em Moscou: o apartamento de Sechin tinha 317 metros quadrados e o de Putin "apenas" 276 metros quadrados. Além disso, Navalny mostra que um Putin bronzeado, sentado ao lado de Sergei Kirijenka e ocupando o cargo do FSB , não veio do Mar Báltico, como diz a versão oficial, mas voltou de um feriado de seis semanas em Cannes .
10. Capítulo : "Putin salva a família Yeltsin ." Segundo os autores do filme, Putin, no seu novo cargo de administrador do FSB, começou imediatamente a cumprir as funções para as quais foi efetivamente nomeado para o cargo, nomeadamente ajudar funcionários corruptos a evitar as consequências jurídicas dos seus abusos. Quando o procurador- geral Yuri Skuratov pretendia indiciar a família Yeltsin por suspeitas de roubo e suborno, o FSB transmitiu um vídeo na estação de televisão pública RTR Planieta alegado Skuratov na companhia de duas mulheres. Isso refutou as alegações de conduta imoral. No entanto, Putin e Yeltsin exigiram oficialmente sua renúncia ao cargo e Skuratov finalmente sucumbiu, graças ao qual a família Yeltsin "foi salva". Em gratidão por essa ajuda, os dois filhos de Yeltsin, a filha de Tatyana Yumashev , que desempenhava uma função importante na assessoria de seu pai, e seu filho, Valentin Yumashev, imploraram pela nomeação de Putin como primeiro-ministro.
11. Capítulo: "PALÁCIO". "Não é uma casa de campo, não é uma casa de campo ou uma residência - é uma cidade inteira ou melhor, um reino" com controle de acesso, passagens de fronteira e guardas, uma parede intransitável, porto próprio, heliporto e zona de exclusão aérea ("URP116"), é um "estado no país e com um rei chamado Putin. Os funcionários desta área designada estão proibidos de trazer câmeras e câmeras. O palácio está tão situado e protegido que não pode ser visto do mar, da terra ou do ar. Os barcos devem evitar a costa em um amplo arco nesta seção, mantendo-a a uma milha náutica de distância . Além do magnífico palácio de estilo italiano, em 7.800 hectares também existem: 300 hectares de vinhas, adegas, um arboreto , um edifício de 80 metros de alturaponte para a casa de chá no jardim do pavilhão de 2500 metros quadrados, o túnel que vai do penhasco à costa, dois locais de pouso para helicópteros e, como supõe os cineastas, a pista de gelo subterrânea para jogar hóquei em uma enorme colina artificial nasypanym no local do terceiro pouso, anfiteatro inacabado e "luxos inimagináveis".
12. Capítulo : "Passagem sobre o Palácio de Putin". Georgy Ałburow e Wjaczesław Gimadi da organização ( Rus. ) Фонд борьбы с коррупцией transcrição Fond bor'by s korrupcijej ( pol. Fundação para Combater a Corrupção) falam sobre como finalmente, após várias tentativas, conseguiram filmar a residência adjacente do droneliberado do pontão. Também souberam com os trabalhadores que o palácio já estava pronto alguns anos antes, mas que foram revelados defeitos estruturais como mofo, goteiras no telhado, problemas de ar condicionado e umidade elevada. Como resultado dessas deficiências, foi tomada a decisão de reformar completamente o novo prédio, o que significou despesas adicionais de bilhões de rublos. Além disso, árvores inadequadas ao clima do Mar Negro foram plantadas no arboreto, o que resultou na necessidade de construção de um laranjal . 40 jardineiros cuidam das plantas. A área ao redor do palácio é 3,5 vezes maior do que a cidade mais próxima de Gelendzhik, foram alugados ao FSB por 48 anos, em setembro de 2020, segundo documentos oficiais, para “ali realizar atividades de pesquisa e ensino”. A versão oficial original do uso pretendido da área afirmava que um campo de esportes e recreação para crianças durante todo o ano seria construído ali, para o qual o chefe da administração presidencial, Vladimir Koszin, assinou um contrato de construção com a empresa de investimentos Lirus. No entanto, em vez de quartos para um acampamento de jovens, uma dacha foi construída. Os acionistas da Lirus eram Kirill Shamalov, Dmitri Gorjelov e Sergey Koliesnikov, que em dezembro de 2010 enviou uma carta aberta ao então presidente Medvedev com todos os detalhes da construção ocultos, exigindo o fim da corrupção de Putin.
13. Capítulo: "Costumes czaristas de Putin"
14. Capítulo: "Os interiores mais caros da Rússia"
15. Capítulo: "Vinhedos"
16. Capítulo: "Um passatempo muito caro do presidente"
17. Capítulo: "Passatempo ainda mais caro do presidente"
18. Capítulo: Fazenda de ostras 'Defensiva' de Putin
19. Capítulo: "PROPRIETÁRIOS"
20. Capítulo: "Um Diagrama Complicado de um Roubo Simples"
21. Capítulo: "O tio mais generoso da Rússia"
22. Capítulo: "PATROCINADORES"
23. Capítulo: "Nós sugerimos para que serve todo esse luxo"
24. Capítulo: "MULHERES"
25. Capítulo: "O amante muito secreto do presidente"
26. Capítulo: "O amante não tão secreto do presidente"
27. Capítulo: "Conclusões Finais"

## Resposta

### Reações do mundo da política
- O porta-voz de Putin, Dmitry Peskov, afirmou não saber nada sobre o filme e os resultados da investigação apresentados nele, ele considerou as alegações "desatualizadas e falsas, [porque] havia sido esclarecido muitos anos antes que Putin não tinha o palácio Gelendzhik." Ele considerou estúpido dizer que alguém teria medo em algum lugar por causa da publicação do filme e, referindo-se ao chamado de Navalny para uma manifestação, em 23 de janeiro, alertou que a polícia reagiria se a ordem pública fosse violada.

- O político da oposição Ilya Yashin escreveu no Twitter que o palácio parece a residência de um traficante nos trópicos - "mas não, é um palácio secreto do presidente russo".

### Reações da mídia
- "Mesmo na prisão de Moscou, Navalny representa uma ameaça para Putin", escreve o The Guardian.[4]

- “Navalny bate o tambor contra o “czar”, no jornal Der Spiegel.[5]